# Carolyn Darbyshire
Carolyn Darbyshire-McRory (* 6. Dezember 1963 in Arborg, Manitoba) ist eine kanadische Curlerin. Momentan spielt sie auf der Position des Second beim Calgary WC in Calgary.
Darbyshire gewann am 12. Dezember 2009 die kanadischen Olympic Curling Trails mit dem Team von Skip Cheryl Bernard, Third Susan O’Connor, Lead Cori Bartel, Alternate Kristie Moore und vertrat mit diesem Team Kanada bei den XXI. Olympischen Winterspielen im Curling. Sie gewann am 26. Februar 2010 mit ihrer Mannschaft die olympische Silbermedaille nach einer 6:7-Niederlage nach Zusatzend gegen die Titelverteidigerinnen aus Schweden um Skip Anette Norberg.